# کورناردو
کورناردو (به ایتالیایی: Cornaredo) یک کومونه در ایتالیا است که در استان میلان واقع شده‌است.

## خصوصیات
کورناردو ۱۳٫۶ کیلومترمربع مساحت و ۲۰٬۳۰۱ نفر جمعیت دارد و ۱۴۵ متر بالاتر از سطح دریا واقع شده‌است.

## خواهرخوانده
شهر Sarroch خواهرخواندهٔ کورناردو هست.